# Brestowa
Brestowa (słow. Brestová) – szczyt o wysokości 1934 m n.p.m. w słowackich Tatrach Zachodnich. Znajduje się w grani głównej pomiędzy Salatyńskim Wierchem, od którego oddzielony jest Skrajną Salatyńską Przełęczą, a Zuberskim Wierchem (1753 m).

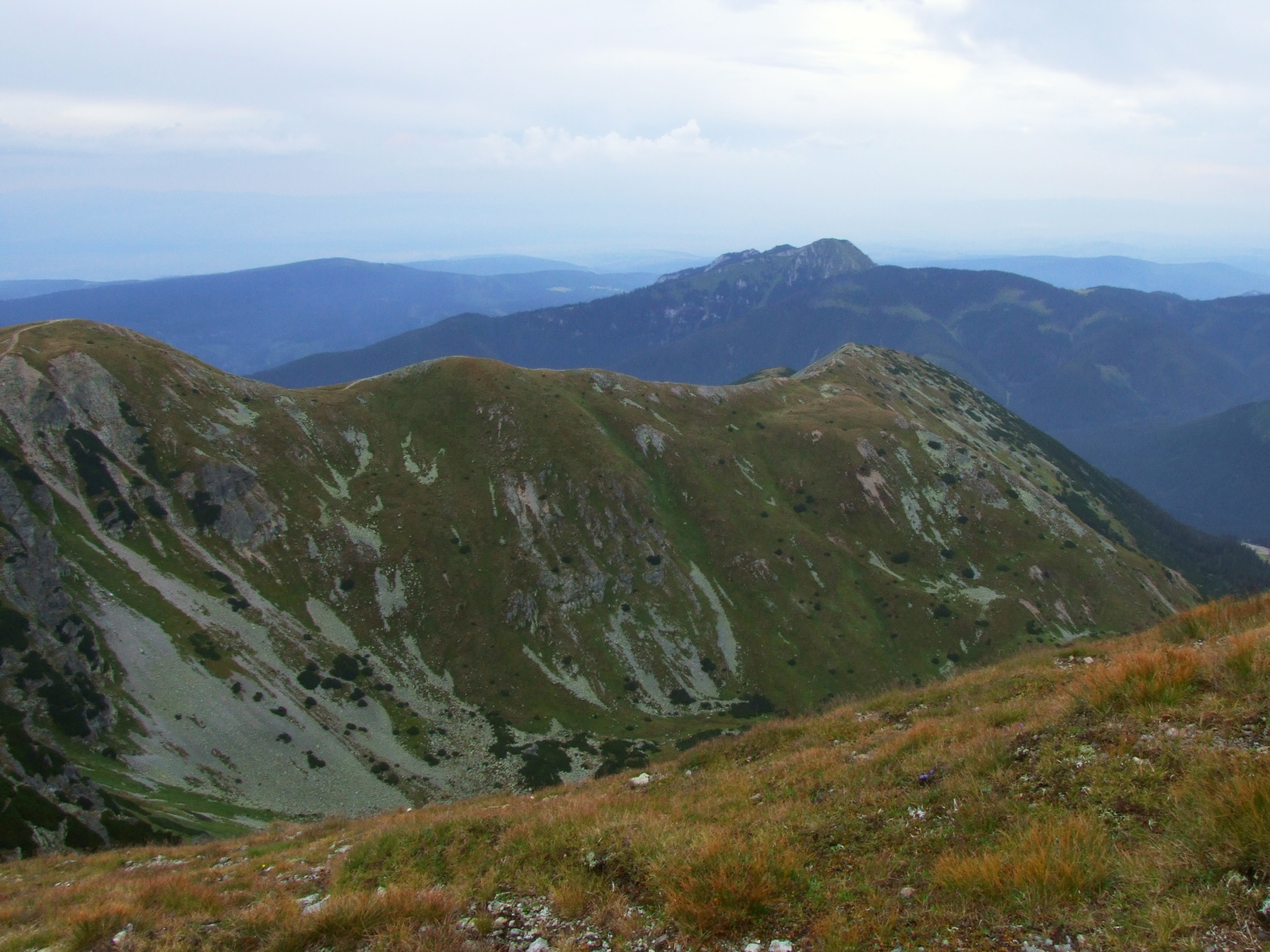
Skrajny Salatyn – północny grzbiet Brestowej

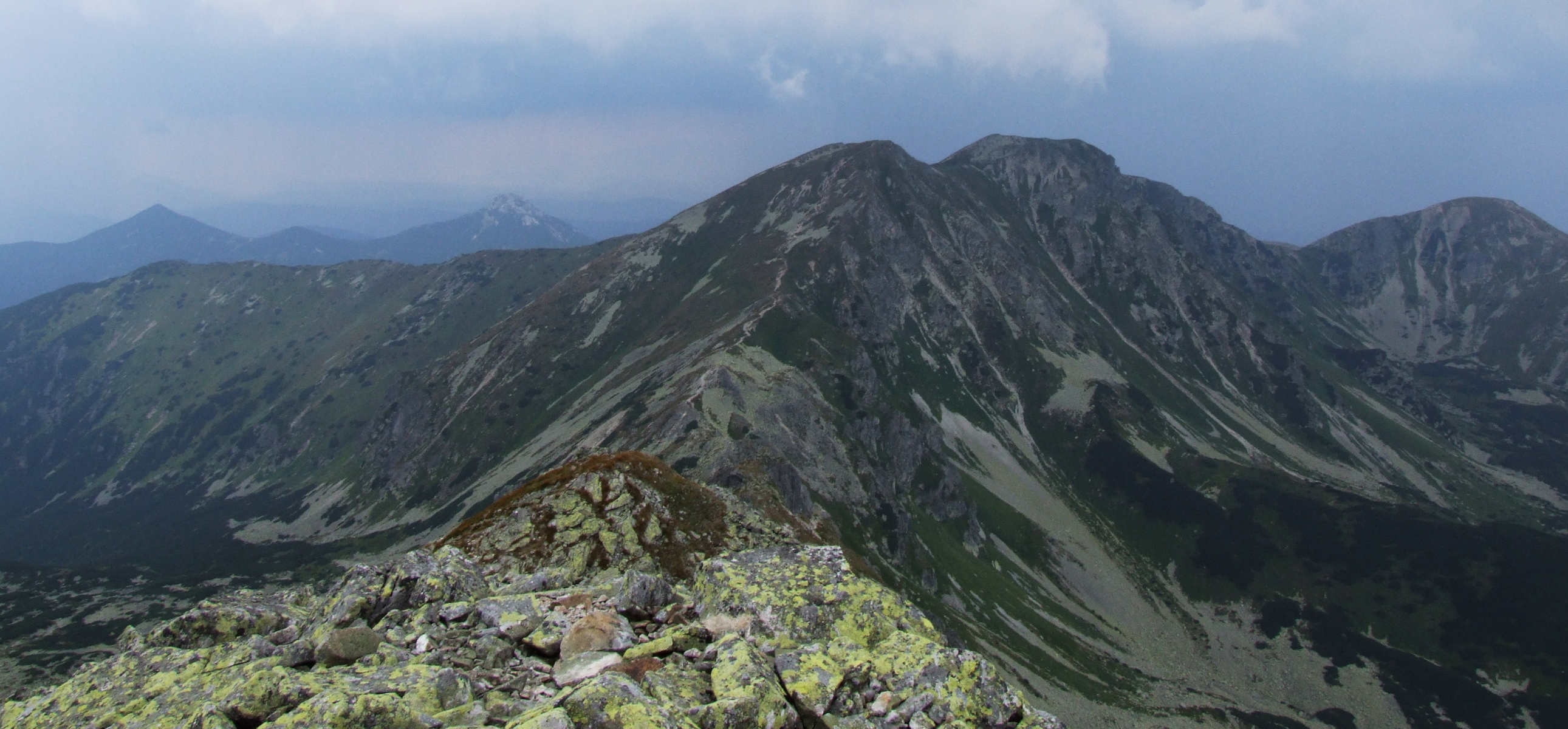
Od lewej: Mały Salatyn, Salatyn i Brestowa. Widok ze Spalonej Kopy

Jest głównym węzłem orograficznym całej grupy Salatynów. W grani głównej pomiędzy Brestową a Zuberskim Wierchem znajduje się jeszcze jeden słabo wyróżniający się szczyt – Brestowa Kopa. W północnym kierunku odchodzi boczny, 3-kilometrowy grzbiet Skrajnego Salatyna, oddzielający od siebie dwie boczne doliny: Dolinę Salatyńską (odgałęzienie Doliny Rohackiej) od Salatyńskiego Żlebu (boczna odnoga Doliny Zuberskiej). Po południowej stronie grzbietu Brestowej i Małej Brestowej znajduje się niewielka, zarastająca kosodrzewiną dolina, zwana Zadnimi Kotlinami.
Brestowa zbudowana jest z granitowo-gnejsowych skał. Wierzchołek i stoki trawiaste, dołem – zwłaszcza od północy – skaliste. Dawniej były to tereny pastwiskowe. Rosnący na nich sit skucina brunatnieje już pod koniec lata, co nadaje stokom czerwone zabarwienie. Z odkrytego wierzchołka i grani rozległe widoki. Szczególnie dobrze widać stąd pobliską Osobitą i Siwy Wierch oraz całą Dolinę Rohacką z wznoszącymi się nad nią szczytami.
W 1861 r. trawersowania szczytu dokonał Kazimierz Łapczyński (posługiwał się nazwą Salatin).
Masyw ma duże walory narciarskie. U jego podnóża w Dolinie Salatyńskiej znajduje się wyciąg narciarski. W czasie II wojny światowej na zboczach Brestowej (na Skrajnym Salatynie) w leśnej chatce znajdował się partyzancki szpital. Ranni słowaccy i rosyjscy partyzanci po rozbiciu ich oddziału przez Niemców znaleźli się w trudnej sytuacji. W lutym 1945 r. uratowani zostali przez wyprawę TOPR, która w ciężkich warunkach śnieżnej zawiei przetransportowała ich przez Łuczniańską Przełęcz do Zakopanego.

## Szlaki turystyczne
– czerwony szlak biegnący główną granią.
- Czas przejścia od Banikowskiej Przełęczy na Brestową: 2:30 h, z powrotem 2:40 h
- Czas przejścia z Brestowej na przełęcz Palenica Jałowiecka 45 min, ↑ 1 h

  – niebieski szlak ze Zwierówki przez Skrajny Salatyn. Czas przejścia: 3 h, ↑ 2:15 h